# Нипа
Нипа (на английски: Nipah disease, (NiV)) е остропротичащо респираторно и неврологично заболяване по свинете и човека.
Заболяването е зооноза. Характеризира се с висока телесна температура, сърдечни и респираторни нарушения, които с напредване на заболяването се задълбочават. Преобладават нервните признаци, болните изпадат в кома и често изхода от заболяването е смърт. Причина за заболяването е вирус от род Henipavirus включен в семейство Paramyxoviridae.

## Исторически сведения за заболяването
Заболяването е установено за първи път през 1999 г. в Малайзия в свинеферма в селцето Бару Сунгай Нипа. Заболяването започва през октомври 1998 г. и продължава до април 1999 г. Първоначално се е смята, че възникналото огнище е на японски енцефалит. Правителството предприема спешни мерки за борба с комарите (вектор на японския енцефалит) и ограмотяване на населението. Въпреки това обаче случаите на заболяването не намаляват. Прави впечатление, че случаите на заболели хора са сред тези, които отглеждат свине и са имали директен контакт с тях. Процентът на случаите на енцефалит е много по-висок отколкото при японски енцефалит. През 1999 г. e изолиран причинителят – нов вид вирус, който много наподобява на също открития по това време вирус, причиняващ заболяването Хендра. Скоро след това двата вируса биват отделени в нов род Хенипавирус.
Огнището в Малайзия нанася сериозни икономически щети на свиневъдството в страната. В страната се отглеждат около 2,4 млн. свине. Около 1,1 млн. от тях биват унищожени с цел ликвидиране на заболяването. Заболяват 257 души, предимно фермери, от които 105 умират. По-късно умират и двама души в Индонезия, работили в заразени ферми. В Сингапур заболяват 11 работници работещи в кланица, в която са клани свине от Малайзия. Един от тях умира.

## Разпространение
Огнища на Нипа са регистрирани в Малайзия, Бангладеш и Индия (в близост до границата с Бангладеш). Антитела на вируса обаче са открити в прилепи преносители в Мадагаскар, Тайланд, Индонезия и Камбоджа.

## Етиология
Причинител на заболяването е РНК вирус от род Henipavirus включен в семейство Paramyxoviridae. След откриването му вирусът заедно с този, причиняващ заболяването Хендра в Австралия биват отделени от род Morbillivirus в настоящия Henipavirus.

## Епизоотология

### Възприемчивост
Възприемчиви към вируса са хора и свине. При експериментално заразяване заболяват и морски свинчета и котки (Middleton et al. 2001). Открити са антитела при кучета, обитаващи района на огнището в Малайзия (Chua et al. 2000), а също и при коне, кози, и овце. Хората се заразяват при контакт с урина и телесни течности от свине. Заразяването е възможно и при въздушно-капков път. За разлика от хендра, вирусът може да се предава от човек на човек. В Багладеш половината от случаите на заразени хора в периода 2001 – 2008 г. се дължат на този начин на заразяване. Друг възможен начин на заразяване в Индия и Бангладеш е при консумация на плодове и сок от тях, които преди това са замърсени с урина и слюнка от плодоядните прилепи.

### Сезонност
С изключение на първия случай всички останали регистрирани огнища на заболяване избухват през първите пет месеца на годината.

### Заразяване
Естествен резервоар на вируса са различни видове плодоядни прилепи от род Летящи лисици (Pteropus). В Африка резервоар на вируса са и прилепи от род Eidolon. Проучвания установяват, че вирусът се отделя в големи количества с урината на прилепите.

## Клинични признаци
Инкубационният период при хората е с продължителност от 4 до 45 дни. При свинете е в рамките на 4 до 14 дни.

### Клинични признаци при свинете
Много от прасетата не демонстрират клинични симптоми. Други обаче развиват треска, тежко дишане и имат неврологични симптоми като треперене, мускулни потрепвания и спазми. Като цяло процентът на смъртност е нисък. Той е по-висок при малките прасенца.

### Клинични признаци при човека
При хората признаците на заболяването варират от асимптоматично протичане на инфекцията с летален изход вследствие на енцефалит. Заразените хора първоначално развиват грипоподобни симптоми – треска, главоболие, миалгия (мускулна болка), повръщане и болки в гърлото. По-късно се появяват по-тежки признаци – виене на свят, сънливост, промяна на съзнанието и неврологични симптоми, в резултат на остър енцефалит. Някои хора може да развият атипична пневмония с тежки дихателни проблеми. При развитието на тежък енцефалит хората изпадат в кома и за 24 до 48 часа заболяването завършва със смърт.
Повечето хора, които оцеляват остър енцефалит се възстановяват напълно, но при около 20% от тях са с остатъчни неврологични последици като постоянни гърчове и личностни промени.
Процентът на смъртност варира от 85% до 100%.

## Диагноза

### Патологоанатомични изменения
Наблюдава се едем на белите дробове, увеличени белодробни лимфни възли, менингит и енцефалит.

### Лабораторна диагноза
За диагностика на заболяването се използват следните методи:
- Серумна неутрализация.
- ELISA.
- PCR.
- Имунофлуоресценция.
- Вирус изолация в клетъчна култура.

## Профилактика и контрол
Няма разработена ваксина за превенция от заболяването. Необходимо е извършване на редовни дезинфекции в свинефермите, контрол при придвижването на свине между отделни ферми и към кланица. При възникване на огнище с цел ограничаване на разпространението е необходимо налагането на карантина, налагането на зони с различна степен на ограничения около огнището и серологичен надзор. Болните и контактни свине се евтаназират и унищожават в екарисаж или загробват.
За предпазване на хората е необходимо да използват предпазни средства при работа със свине. Особено важно е извършването на просветна и обучителна дейност сред жителите в застрашените райони.